# Sunwook Kim
Sunwook Kim (en coréen : 김선욱), né le 22 avril 1988 à Séoul en Corée du Sud, est un pianiste qui s'est fait connaître après avoir gagné le Concours International de piano Clara Haskil et le concours international de piano de Leeds à 18 ans en 2006, faisant de lui le plus jeune gagnant de ce prix depuis sa création et le premier lauréat originaire du continent asiatique.
Son répertoire se concentre essentiellement sur Beethoven, Schumann, Chopin et Brahms. Il est mis en avant en Corée du Sud comme l'exemple de ces nouveaux artistes « maison », dont le talent a été entièrement cultivé en Corée sans qu'ils aient été envoyés à l'étranger encore enfants.

## Études
Il a commencé l'apprentissage du piano à l'âge de trois ans et a passé des concours sud-coréens très tôt. Comme beaucoup d'enfants sud-coréens, il participe à de nombreuses activités extra-scolaires, et en particulier il pratique le taekwondo de manière assidue, décrochant une ceinture noire. De même il a pratiqué le violon durant quatre ans, mais en a abandonné l'étude pour des raisons pratiques.
Il choisit d'entrer à l'université nationale des arts de Corée plutôt qu'au collège de manière à se consacrer au piano.
À l'université il devient élève de Dae-jin Kim.

## Début de carrière
Sunwook Kim se produit environ six fois par an à partir de sa sortie de l'université. Remporter le concours de Leeds transforme cependant nettement son emploi du temps : 2006 marque ses débuts en Europe et une intensification des tournées, avec environ quarante récitals et concerts par an. Il est le premier pianiste sud-coréen à être produit en Argentine, où sa prestation est particulièrement saluée en août 2013.
Il a signé en 2008 avec Askonas Holt pour gérer sa carrière.
Il explique vouloir jouer essentiellement « pour lui » plutôt que pour le public.

## Prix et concours
Sun-wook Kim a gagné plusieurs concours nationaux sud-coréens et internationaux, dont :
- 2004 : Concours international de jeunes pianistes à Ettlingen, Allemagne
- 2005 : Concours international de piano Clara-Haskil, Suisse
- 2006 : concours international de piano de Leeds, Royaume-Uni

## Discographie
- Unsuk Chin, Concerto pour piano – Orchestre philharmonique de Séoul, dir. Myung-Whun Chung (janvier 2014, DG 4810971) (OCLC 901510313) — avec le Concerto pour violoncelle.
- Beethoven, Sonate pour piano nos 21 et 29, op. 53 et 106 (juin 2015, Accentus)
- Franck, Prélude, choral et fugue ; Brahms, Sonate pour piano no 3, op. 5 (juin 2015, Accentus) (OCLC 968228342)
- Schubert, Chostakovitch, Pártos (en), Sonate Arpeggione [arr. pour alto] ; Sonate pour alto, op. 147 ; Yizkor – Amihai Grosz, alto (septembre 2019, Alpha) (OCLC 1222203691)
- Brahms, Concerto pour piano no 1 ; Six pièces pour piano – Staatskapelle de Dresde, dir. Myung-Whun Chung (septembre 2019, juin 2020, Accentus) (OCLC 1221004258)
- Beethoven, Sonates pour violon – Clara-Jumi Kang, violon (2020, Accentus) (OCLC 1288344710)
- Beethoven, Sonates nos 30, 31 et 32 (juillet 2020, Accentus) (OCLC 1262577887)